# Stanislas Julien

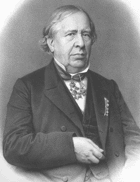
Stanislas Aignan Julien

Stanislas Aignan Julien (* 1797 in Orléans; † 14. Februar 1873 in Paris) war ein französischer Sinologe und vielseitiger Orientalist.
Als Nachfolger seines Lehrers Abel-Rémusat wurde Julien 1832 Inhaber des Lehrstuhls für chinesische und mandschurische Sprache und Literatur am Collège de France in Paris. Er schrieb grundlegende Werke zur Geschichte des chinesischen Kunstgewerbes, befasste sich mit der Medizingeschichte Chinas und übersetzte zahlreiche klassische literarische und historische Werke aus dem Chinesischen und vermittelte als einer der ersten die modernen Erkenntnisse der chinesischen Sprachwissenschaft aus der Qing-Zeit dem Westen.
Seit 1833 war Stanislas Julien Mitglied der Académie des Inscriptions et Belles-Lettres. 1842 wurde er zum korrespondierenden Mitglied der Preußischen Akademie der Wissenschaften gewählt. Seit 1843 war er Mitglied der American Philosophical Society. 1845 wurde er in die Russische Akademie der Wissenschaften und 1857 in die Königlich Niederländische Akademie der Wissenschaften (KNAW) aufgenommen.
Er war Mitglied der Ehrenlegion (Kommandeur).

## Würdigung
Die Académie des Inscriptions et Belles-Lettres verleiht jährlich den Prix Stanislas Julien für bedeutende Publikationen in der Sinologie.